# Ema Shōko

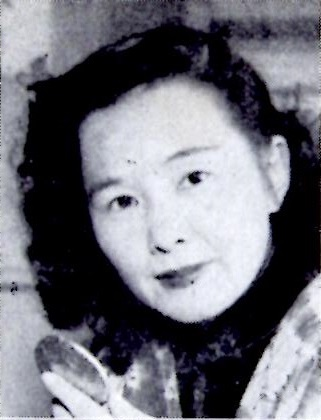
Ema Shōko

Ema Shōko (jap. 江間 章子; * 13. März 1913 in Takada (heute: Jōetsu), Präfektur Niigata; † 12. März 2005 in Setagaya, Präfektur Tokio) war eine japanische Dichterin und Librettistin.

## Leben
Ema Shōko wurde 1913 in Takada in der Präfektur Niigata geboren. Bereits im Alter von zwei Jahren verstarb ihr Vater, sodass ihre Mutter mit ihr in ihr Elternhaus nach Tairadate (heute: Hachimantai) in der Präfektur Iwate zog. Eingeschult wurde sie mit 12 Jahren in die Mädchen-Oberschule Shizuoka. Von 1930 an besuchte sie dann die Mädchenschule Surugadai. 1936 veröffentlichte sie die Gedichtsammlung Haru e no shōtai (春への招待). 1949 und zwei Jahre darauf, 1951, erschienen mit der Gedichtsammlung Natsu no omoide (夏の思い出) und Hana no machi (花の街) ihre beiden bekanntesten Werke. 1992 wurde sie als Ehrenbürgerin von Setagaya geehrt. Weitere Auszeichnungen als „Erste Ehrenbürgerin“ von Nishine und Katashina (Präfektur Gunma) folgten.
Ema Shōko starb 2005 im Alter von 91 Jahren an einer Hirnblutung in einem Krankenhaus in Setagaya, Tokio.

## Werke
- Natsu no omoide (夏の思い出) vertont von Nakada Yoshinao
- Okāsan (おかあさん) vertont von Nakada Yoshinao
- Hana no machi (花の街) vertont von Dan Ikuma
- Hana no mawari de (花のまわりで) vertont von Ōtsu Saburō
- 1957 Shi e no izanai (詩へのいざない)
- 1983 Irak kikō (イラク紀行)
- des Weiteren Texte für Dutzende von Schulhymnen